# Migration LGBT
La migration LGBT est l'ensemble des déplacements de personnes lesbiennes, gays, bisexuelles et transgenres (LGBT) à l'échelle mondiale ou nationale, souvent motivé par le désir d'échapper à la discrimination ou aux traitements préjudiciables liés à leur orientation sexuelle ou identité de genre. À l'échelle internationale, de nombreuses personnes LGBT cherchent à quitter des régions où la discrimination est prévalente pour s'installer dans des zones plus tolérantes.

## Contexte
Dans de nombreux pays à travers le monde, les pratiques homosexuelles ainsi que l'identité transgenre font l'objet de sanctions pénales. En effet, 69 pays criminalisent l'homosexualité, et au moins cinq d'entre eux, ainsi que certaines régions d'autres États, prévoient la peine de mort comme châtiment,. Par ailleurs, dans 47 pays (et certaines régions d'autres nations), les individus ne sont pas légalement autorisés à changer leur identité de genre. Par ailleurs, dans 37 pays, le fait d'être transgenre est de facto passible de sanctions pénales, tandis que dans 13 pays, cette criminalisation est explicitement stipulée dans la législation.
La criminalisation des personnes LGBT a engendré une augmentation notable, au cours des dernières décennies, du nombre d'individus LGBT cherchant refuge dans d'autres pays. Ces personnes se voient contraintes de quitter leur pays d'origine en raison des lois discriminatoires qui les exposent à des persécutions et des sanctions, les privant ainsi de toute autre alternative viable.

## Par région

### Océanie
Au début des années 1900, l'homosexualité était invoquée comme motif légitime d'expulsion en Australie. Ce n'est qu'à partir des années 1980 que le pays a expressément autorisé l'immigration de personnes homosexuelles. En 2017, l'Australie a légalisé le mariage homosexuel. Cependant, les personnes LGBT continuent de faire face à la discrimination dans le domaine du sport en Australie, ce qui a des répercussions négatives sur leur bien-être physique, mental et émotionnel par rapport à ceux qui peuvent participer aux activités sportives sans être stigmatisés. Dans l'ensemble, en Australie, les personnes LGBT ont souvent tendance à résider dans les centres-villes, qui sont généralement perçus comme étant plus gay-friendly. Cependant, les données recueillies en Australie et en Nouvelle-Zélande indiquent que les parents LGBT sont plus enclins à vivre en banlieue ou en milieu rural. Les enfants de parents LGBT résidant dans ces zones suburbaines ou rurales présentent une probabilité accrue d'avoir été victimes de harcèlement homophobe à l'école par rapport aux enfants de parents LGBT évoluant dans des zones urbaines.

### Amérique du Nord
Au début du 20ᵉ siècle, l'homosexualité était catégorisée comme une maladie mentale, entraînant des restrictions à l'immigration pour les individus homosexuels aux États-Unis et au Canada. Ce n'est qu'en 1991 que le Canada a levé ces restrictions et a autorisé l'immigration homosexuelle.

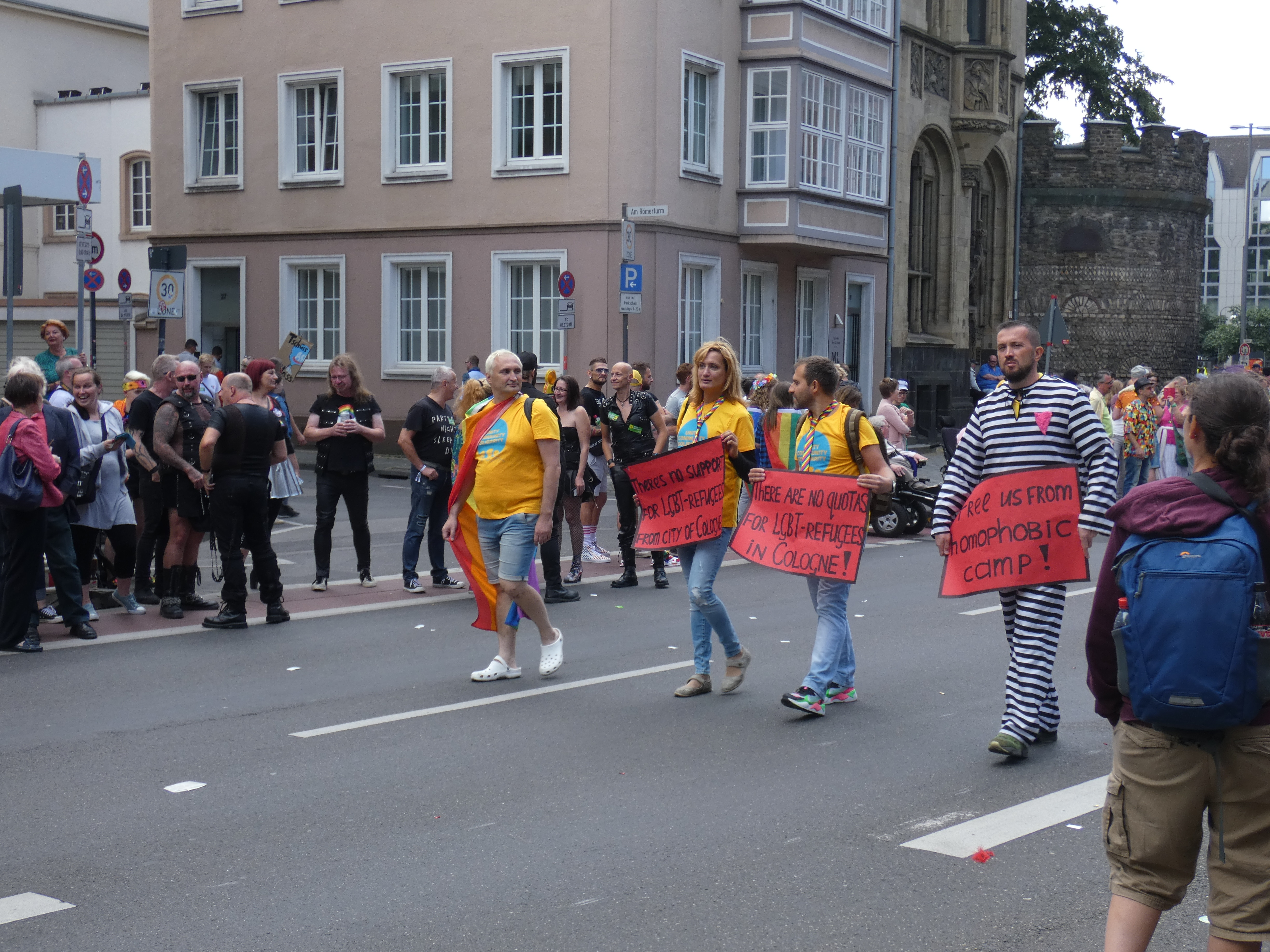
Réfugiés LGBT lors d'une manifestation à Cologne, Allemagne, 2019.

#### Canada
Les études menées auprès des immigrants LGBT au Canada révèlent que les groupes de soutien spécifiquement dédiés aux immigrants LGBT en provenance d'Afrique et des Caraïbes offrent de nombreux avantages, parmi lesquels une amélioration de la santé mentale, des opportunités d'emploi et un meilleur accès au logement.

#### États-Unis
La Loi de 1965 sur l'immigration et la nationalité aux États-Unis a marqué un tournant en devenant la première politique à interdire explicitement l'entrée dans le pays aux individus considérés comme des « déviants sexuels ». En outre, cette loi a imposé au Service de l'Immigration et de la Naturalisation (INS) la responsabilité d'expulser ces personnes du territoire américain.
Aux États-Unis, les juges et les agents de l'immigration peuvent exiger que l'homosexualité soit socialement visible afin que la persécution sexuelle puisse être reconnue comme un motif de plainte viable. De plus, pour être pris en compte par les autorités américaines de l'immigration, l'homosexualité doit être considérée comme une caractéristique permanente et inhérente.
En 2019, les services américains de citoyenneté et d'immigration (USCIS) traitaient encore les demandes d'asile et de statut de réfugié pour les personnes LGBT au sein de leurs tribunaux d'immigration. Cependant, en raison de la complexité des procédures juridiques, les individus LGBT qui sollicitent l'asile font souvent face à des difficultés pour se représenter correctement devant les tribunaux.

### Europe

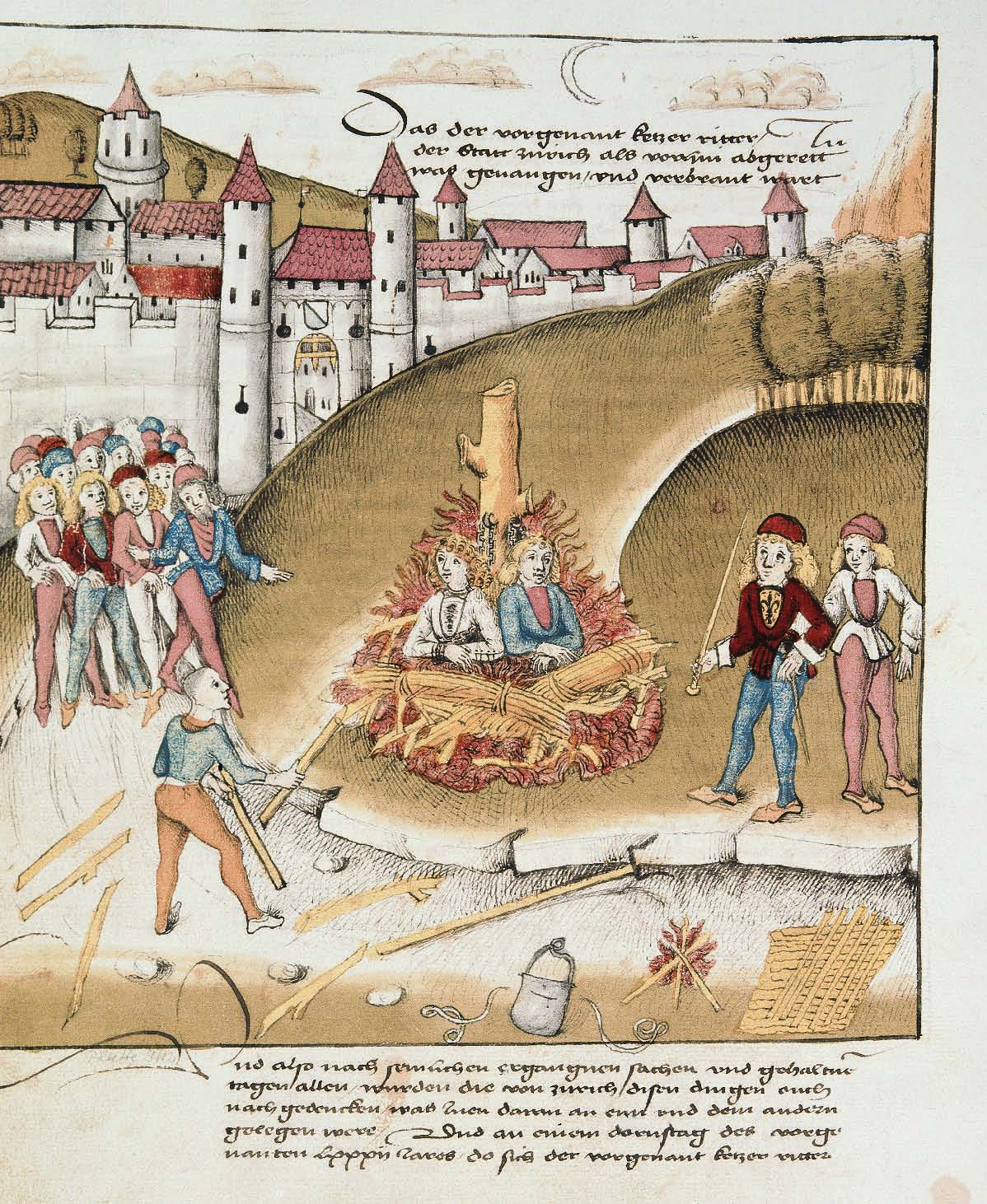
Le chevalier de Hohenberg brûlé avec son serviteur pour sodomie, Zurich 1482

L'Europe est généralement perçue comme tolérante envers les personnes LGBT. Toutefois, cette tolérance apparente peut également créer un écart entre les pays considérés comme plus « civilisés » et « occidentaux », caractérisés par leur ouverture envers la diversité sexuelle, et les nations homophobes et transphobes, qui peuvent être perçues comme plus « arriérées ». De nombreux réfugiés LGBT cherchant l'asile dans les pays européens rencontrent des difficultés à prouver qu'ils sont « suffisamment homosexuels » pour obtenir le statut d'asile. Jusqu'en 2010, il était fréquent de demander aux demandeurs d'asile LGBT de retourner dans leur pays d'origine et de « rester discrets » sur leur identité. Au sein de l'Union européenne, les citoyens transgenres de l'UE bénéficient du droit à la libre circulation en théorie, mais en réalité, ils font face à de nombreux obstacles significatifs. Par conséquent, ils n'ont accès qu'à une forme limitée de citoyenneté de l'Union européenne.

#### Grande-Bretagne
Les LGBT irlandais sont connus pour émigrer vers la Grande-Bretagne, en particulier vers Londres, où ils cherchent généralement à obtenir un emploi et à vivre dans un environnement social plus tolérant. Les zones urbaines et les grandes villes internationales sont fréquemment perçues comme étant tolérantes et culturellement diverses sur le plan sexuel, et nombre d'entre elles comptent déjà des communautés queers établies.
Les immigrants irlandais LGBT se retrouvent fréquemment dans une situation de vulnérabilité en l'absence de réseaux familiaux, une fragilité accentuée par les défis liés à l'homophobie et à la discrimination sexuelle. La protection juridique contre la discrimination sexuelle dans l'emploi n'a été instaurée au Royaume-Uni qu'en 2003. Même en présence de mesures législatives et de soutien, l'homophobie demeure un obstacle persistant, compliquant la vie et le processus de migration pour les migrants queer. Les immigrants irlandais tendent à jouir de privilèges raciaux et ethniques par rapport aux immigrants des Caraïbes et d'Afrique, mais ils font néanmoins face à l'homophobie et à la transphobie, des défis que ne rencontrent pas les immigrants hétérosexuels et cisgenres,.

### Afrique

#### Ouganda
En 2009, un projet de loi intitulé « Kill the Gays » a été présenté au Parlement ougandais. Ce projet de loi proposait la peine de mort pour les individus reconnus coupables d'homosexualité et imposait l'obligation pour d'autres personnes de signaler immédiatement aux autorités toute suspicion d'homosexualité. Bien que ce projet de loi n'ait pas été adopté en raison de la condamnation internationale qu'il a suscitée, il a néanmoins recueilli un fort soutien parmi les membres du Parlement ougandais.
L'adoption de la loi anti-homosexualité en décembre 2013 a entraîné le départ de nombreux Ougandais LGBT, cherchant refuge ailleurs, et au moins 400 d'entre eux ont trouvé protection au Kenya. Dans un premier temps, le HCR (l'Agence des Nations unies pour les réfugiés) a intensifié ses efforts pour accélérer le processus de réinstallation des réfugiés LGBT ougandais au Kenya. Cependant, avec la prolongation de l'afflux de réfugiés, la responsabilité de soutenir la réinstallation a été transférée aux organisations LGBT kenyanes. Ces dernières, généralement mal équipées pour répondre aux besoins spécifiques des réfugiés, ont été confrontées à des défis dans leur mission d'assistance.

### Moyen-Orient

#### Turquie
La Turquie joue à la fois le rôle de pays d'origine et de pays d'asile pour les réfugiés LGBT. Le nombre exact de demandeurs d'asile LGBT arrivant en Turquie ou fuyant vers ce pays est inconnu, car l'État ne publie pas de statistiques migratoires spécifiques concernant l'orientation sexuelle et l'identité de genre. Néanmoins, des recherches universitaires indiquent que des demandeurs d'asile LGBT arrivent en Turquie en provenance d'Afrique du Nord, de la région subsaharienne et du Moyen-Orient. Certains réfugiés LGBT qui ont fui la Turquie ont établi un groupe de solidarité en Autriche.

#### Israël
Comparé à ses voisins du Moyen-Orient, Israël a mis en place des politiques plus favorables aux personnes LGBT tant pour ses citoyens que pour les demandeurs d'asile. Israël a ratifié la Convention des Nations unies relative au statut des réfugiés en 1951 ainsi que son Protocole, ce qui théoriquement accorde une protection ou asile à toute personne ayant « une crainte fondée d'être persécutée » et interdit également l'expulsion des réfugiés vers le pays où leur vie était initialement menacée. Cette politique n’a pas été explicitement suivie par Israël. En conséquence, une migration de personnes LGBT en provenance du Moyen-Orient vers Israël a été observée. Il est important de noter que malgré ces politiques plus favorables, Israël a instauré une règle interdisant l'octroi de l'asile aux personnes LGBT palestiniennes, justifiant cette mesure par l'argument qu'« il n'y a pas de persécution systématique basée sur l'orientation sexuelle au sein de l'Autorité palestinienne ».
Cependant, des critiques font valoir que l'État d'Israël utilise la question des droits des homosexuels comme une stratégie de diversion pour détourner l'attention d'autres violations des droits de l'homme commises par l'État, une pratique connue sous le nom d'homonationalisme, également appelée pinkwashing en référence aux entreprises,,. Ces critiques suggèrent que, en réalité, Tel Aviv et Israël dans son ensemble sont fortement déconnectés des expériences et des objectifs des communautés queers. L'anthropologue Sa'ed Atshan (en) explique que le pinkwashing consiste à « représenter Israël comme un refuge gay pour les Israéliens, les Palestiniens et les internationaux afin d'attirer le tourisme et d'autres formes de solidarité et de soutien ».

### Asie

#### Népal et Philippines
La plupart des familles d'émigrants LGBT en provenance du Népal et des Philippines rapportent que, même si la plupart de ces familles ne soutiennent pas leur mode de vie, les envois de fonds, c'est-à-dire lorsque la personne qui a quitté le pays envoie de l'argent à sa famille se révèlent être une source atténuant les contestations entourant le genre et/ou la non-conformité sexuelle au sein de la famille.

## Tendances actuelles de la migration
Les principaux pays connus pour une importante émigration de personnes LGBT incluent l'Iran, l'Irak, la Jamaïque, le Pakistan, l'Arabie saoudite, le Mexique et le Brésil,,
On observe fréquemment des immigrants LGBT choisir le Canada, la Grande-Bretagne et les États-Unis comme destinations privilégiées. En 1994, la loi américaine sur l'immigration a reconnu la persécution sexuelle comme motif valable pour demander l'asile. Le président américain Barack Obama a également instruit les agences fédérales d'accorder l'asile aux personnes LGBT persécutées. En 2008,[Passage à actualiser] seuls le Canada, la Norvège, l'Islande, le Danemark, les États-Unis et la Suisse avaient adopté l'égalité en matière d'immigration, permettant le parrainage de partenaires.
Les données indiquent que près de 4 400 personnes ont demandé l'asile entre 2007 et 2017 aux États-Unis en raison de leur orientation sexuelle ou identité de genre. Cependant, le nombre exact de personnes LGBT demandant l'asile aux États-Unis en 2020, après la présidence Trump, n'est pas connu,.

## Demandeurs d'asile et immigrants
Les réfugiés, selon la définition du Haut Commissariat des Nations Unies pour les réfugiés (HCR), sont des individus déplacés qui, « en raison d'une crainte fondée d'être persécutés en raison de leur race, religion, nationalité, appartenance à un groupe social particulier ou opinions politiques, se trouvent en dehors du pays dont ils ont la nationalité et ne peuvent ou ne veulent pas se réclamer de la protection de ce pays ». Les réfugiés LGBT sont des individus persécutés en raison de leur sexualité ou de leur orientation de genre, incapables de trouver protection dans leur pays d'origine. Ils peuvent demander le statut de réfugié ou l'asile de différentes manières, notamment en s'inscrivant dans un avant-poste de l'ONU, en visitant le pays de destination et en obtenant un visa avant de faire une demande une fois dans le pays, ou en faisant un rapport au siège de la représentation officielle de leur gouvernement. Une fois la demande déposée, le pays prévu pour la réaffectation évalue l'éligibilité aux conditions d'asile. Cependant, lors des réunions visant à déterminer l'éligibilité et l'adéquation, les demandeurs peuvent faire face à des obstacles qui compliquent le processus et peuvent entraver le succès de leur demande,,.

### Naviguer dans le système
Le premier obstacle auquel sont confrontés les demandeurs d'asile est le processus de demande de statut de réfugié ou d'asile. Dans certains pays, dont les États-Unis, il n'est pas fourni d'assistance juridique pour déposer une demande d'asile, contraignant ainsi le demandeur à rechercher et à financer sa propre représentation juridique,,. Aux États-Unis, de nombreux demandeurs ne font pas appel à un avocat pendant ce processus et se représentent eux-mêmes. En revanche, d'autres pays, tels que le Royaume-Uni, offrent une assistance juridique, augmentant ainsi le nombre de demandeurs ayant accès à des conseils juridiques et à une représentation lorsqu'ils demandent le statut de réfugié ou l'asile.
Alors que de nombreux réfugiés partagent les mêmes difficultés pour naviguer dans le système, les réfugiés LGBT font face à des défis supplémentaires en raison de la nature spécifique de leurs demandes. Des communautés se forment parmi les réfugiés et demandeurs d'asile LGBT, créant ainsi un réseau de conseils sur la manière de naviguer dans le système,,. Ces réseaux jouent un rôle crucial en partageant des histoires de réussite dans la navigation du système, offrant ainsi un soutien mutuel et des informations précieuses pour surmonter les obstacles. Les agences financées par le gouvernement, chargées de la réinstallation et de l'assistance aux réfugiés et demandeurs d'asile, peuvent offrir un soutien supplémentaire et plus général. Selon Carol Bohmer et Amy Shuman, les statistiques indiquent clairement que les chances de succès d'une demande d'asile ou de statut de réfugié aux États-Unis sont considérablement améliorées avec une assistance juridique,. Par ailleurs, le pourcentage de demandes d'asile acceptées pour les demandeurs LGBT tend à être inférieur à celui des demandes hétérosexuelles.
Les réfugiés rencontrent également des difficultés à trouver un logement une fois leur demande approuvée. Au Royaume-Uni, par exemple, ils peuvent éprouver des obstacles à leur intégration dans les quartiers et faire face à des lacunes en termes d'offre de logements.

### Crédibilité
En raison de la nature des déclarations liées à la sexualité et au genre, les candidats rencontrent fréquemment des problèmes de crédibilité quant à leur histoire,,. La sexualité et l'identité de genre sont des expressions privées qui ne peuvent être déterminées par l'apparence extérieure. Lorsqu'ils réclament l'asile, les demandeurs sont tenus de prouver leur orientation sexuelle ou leur identité de genre comme élément de preuve de leur appartenance à une communauté particulière. Ils doivent également démontrer qu'ils craignent pour leur vie,,,. Les demandeurs d'asile sollicitant la protection en raison de leur orientation sexuelle sont souvent invités à présenter un « récit identitaire »,,. Tout au long du processus de demande, les candidats font face à plusieurs obstacles en matière de crédibilité.
Selon Neva Wagner, les demandes d'asile au Royaume-Uni liées à l'orientation sexuelle font face à un « défi notoire ». Entre 2005 et 2009, plus de 98 % des demandes basées sur l'orientation sexuelle ont été rejetées au Royaume-Uni, comparé à un taux de refus de 76,5 % pour l'ensemble des demandeurs d'asile. Les demandeurs bisexuels font face à des défis encore plus importants en raison de leur double orientation sexuelle. Dans les demandes liées à la bisexualité, les demandeurs doivent démontrer qu'ils risquent d'être persécutés, même si leur orientation sexuelle leur permet d'adopter un comportement hétérosexuel.
Les demandeurs d'asile au Royaume-Uni doivent également présenter le témoignage d'un « témoin expert », c'est-à-dire quelqu'un ayant une expertise du pays d'origine de la personne demandant l'asile. De plus, dans certains cas, une documentation médicale attestant des dommages physiques et psychologiques subis peut être exigée. Ces exigences ont pour effet de diminuer la crédibilité du récit personnel du demandeur d'asile et reposent sur des idées homonationalistes pour déterminer qui est considéré comme « assez homosexuel » pour mériter l'asile.
L'avocat S Chelvan a signalé au Huffington Post une augmentation de l'utilisation de preuves pornographiques, telles que des enregistrements vidéo d'individus ayant des relations sexuelles avec des partenaires du même sexe. Cette tendance découle des défis auxquels sont confrontés la crédibilité des déclarations queers. De plus, les agents de l'immigration ont refusé de témoigner en faveur de la crédibilité des demandes d'asile de personnes homosexuelles, à moins que le témoin n'ait eu des relations sexuelles avec le demandeur. La crédibilité devient un problème majeur, car de nombreux réfugiés dissimulent leur identité homosexuelle à leur famille et à leurs amis pour éviter la persécution,.

### Différences culturelles de genre et de récits
La première étape de la vérification de l'éligibilité des demandeurs d'asile et des demandeurs de statut de réfugié consiste en une enquête initiale sur les raisons pour lesquelles l'asile est demandé. Cette étape s'effectue généralement à travers les récits des candidats, au cours desquels des questions sont posées sur leurs expériences. L'objectif est d'évaluer dans quelle mesure leurs histoires correspondent aux critères d'éligibilité établis,. Au Royaume-Uni, les évaluations initiales de la crédibilité revêtent une importance considérable. Ces évaluations initiales ne peuvent pas faire l'objet d'une révision en appel, et en cas d'examen de la crédibilité, les conclusions initiales prévalent. Il est important de noter que le fait de relater leurs expériences peut être traumatisant pour les demandeurs d'asile, et leurs récits peuvent ne pas correspondre au récit chronologique attendu dans le contexte occidental. Certains demandeurs d'asile peuvent ne pas s'identifier avec les terminologies acceptées dans le pays vers lequel ils migrent, telles que « lesbienne » ou « bisexuel ». Leur expérience peut être comprise de manière plus fluide, influencée par les normes d'homosexualité du pays dont ils ont émigré. De plus, les récits sont souvent façonnés par des attentes inhérentes au genre. Rachel Lewis note que « les stéréotypes racialisés, de classe et de genre sur l'identité homosexuelle masculine généralement invoqués par les évaluateurs du droit d'asile posent des défis particuliers aux demandeurs d'asile lesbiennes ».
Les femmes, qu'elles soient lesbiennes, bisexuelles, transgenres ou hétérosexuelles, font face à des obstacles supplémentaires. Les récits de persécution des femmes se déroulent souvent à domicile, ce qui entraîne une moindre prise au sérieux de la violence subie par les femmes par rapport aux hommes. Rachel Lewis soutient que les désirs et l'attirance des femmes envers des personnes de même sexe sont fréquemment négligés dans les cas britanniques. Les demandeurs d'asile sont confrontés à « un manque d'espace de représentation dans les récits d'asile hétéronormatifs pour l'expression du désir envers des personnes de même sexe ». En termes simples, les récits lesbiens ne correspondent pas à l'image attendue d'un candidat LGBT. Au lieu de cela, on attend des femmes qu'elles soient discrètes pour éviter la persécution. La persécution des lesbiennes peut être minimisée dans les pays où les agressions sexuelles contre les femmes sont courantes : chaque femme est alors exposée au risque d'attaque, et son identité lesbienne pourrait ne pas être considérée comme une persécution en raison de son appartenance à un groupe social. Les femmes qui semblent vulnérables parce qu'elles sont ouvertement lesbiennes ou étrangères et perçues comme « ayant besoin d'être sauvées des cultures patriarcales oppressives – c'est-à-dire du tiers monde – », sont plus susceptibles de se voir accorder l'asile politique en raison de leur sexualité que les femmes qui s'identifient comme lesbiennes en privé.

### Données démographiques
Un grand nombre de réfugiés LGBT ont été victimes de maltraitance durant leur enfance, et malgré les efforts du Comité des droits de l'enfant des Nations unies pour protéger les enfants LGBT, il demeure encore beaucoup de travail à accomplir pour garantir une protection adéquate de cette population .